# Mergozzo
Mergozzo (Margözz in dialetto ossolano) è un comune italiano di 2 122 abitanti della provincia del Verbano-Cusio-Ossola in Piemonte, affacciato sul lago omonimo. La porzione più occidentale del suo territorio fa parte del Parco nazionale della Val Grande.
Geograficamente collocato nell'Ossola inferiore, nel settembre-ottobre 1944 fu, insieme al vicino comune di Ornavasso, il confine meridionale della Repubblica partigiana dell'Ossola.

## Storia
Originariamente abitato dai Leponzi, per l'epoca dell'Imperatore Augusto era entrato a far parte dell'Impero Romano. I pochi reperti ritrovati non permettono di ricostruire come si presentasse all'epoca il villaggio, ma probabilmente sorgeva in corrispondenza dell'attuale centro storico. Sono state identificate due necropoli: quella della Cappella situata lungo la via diretta verso il Lago Maggiore e quella di Praviaccio lungo la via diretta verso l'Ossola, una fornace per laterizi in località Rubianco nonché un complesso sacro e un grande edificio in località Candoglia. Il centro abitato era collegato alla viabilità principale della zona sia in direzione sud est verso il Lago Maggiore che verso Gravellona Toce e Ornavasso nord est, collegandosi così alla strada romana dell'Ossola che si dirigeva al passo del Sempione.
Il 15 settembre 1943 anche Mergozzo fu interessato dai rastrellamenti di ebrei che portarono all'eccidio del Lago Maggiore, del quale alla fine si conteranno 57 vittime. Furono 3 le persone arrestate e uccise a Mergozzo in un campo poco lontano dal paese.

## Monumenti e luoghi d'interesse

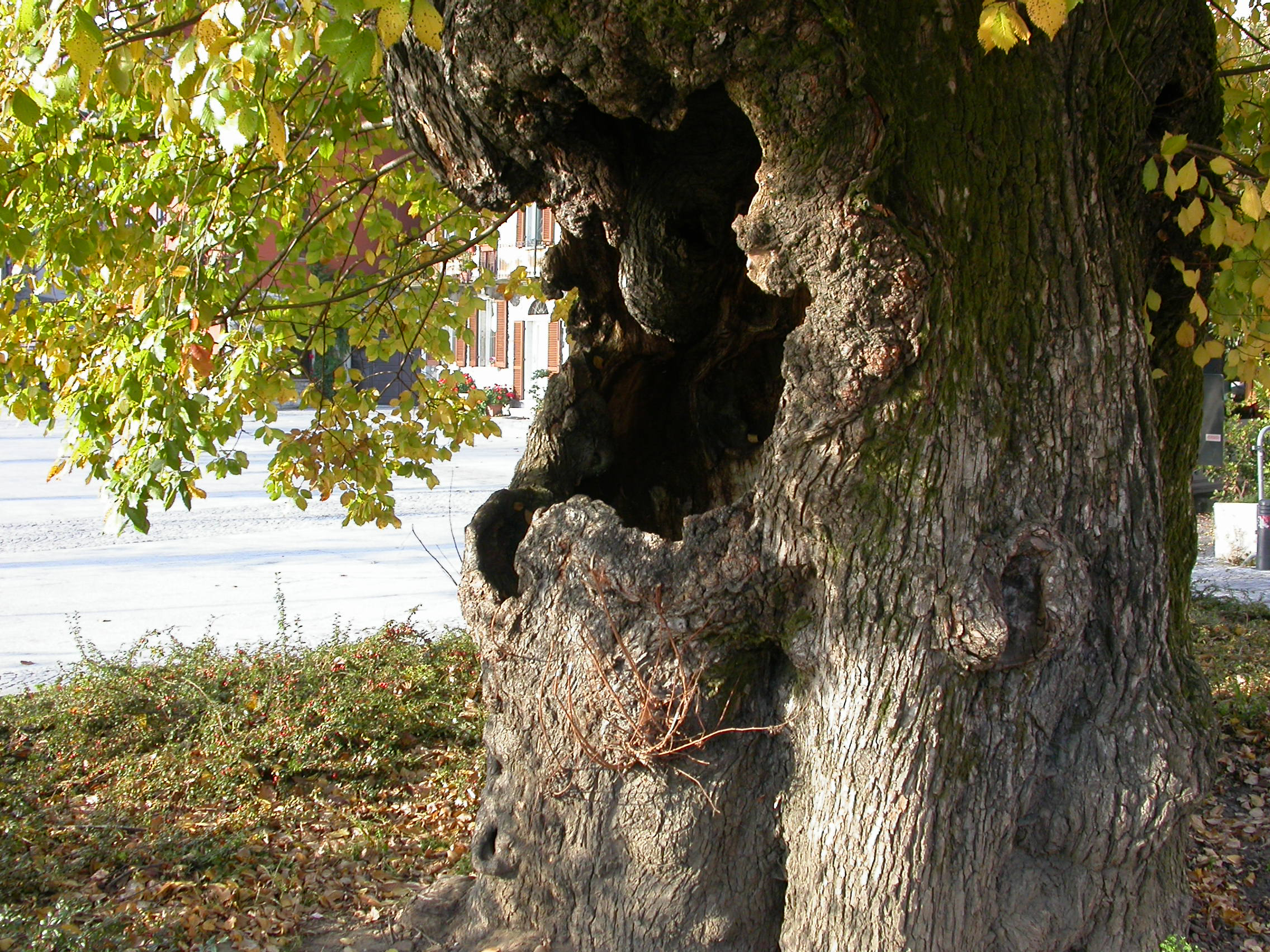
L'Olmo secolare di Mergozzo

L'OlmoIl simbolo incontrastato di Mergozzo è sicuramente l'Olmo, una pianta secolare, completamente cava, che si trova sulla riva del lago al centro della piazza principale del paese.
L'Olmo era già presente a Mergozzo dal 1600, come testimonia la più antica raffigurazione del paese conosciuta: la pala d'altare della Madonna del Rosario, dipinta nel 1623 da Carolus Canis, e conservata nella chiesa parrocchiale.
Anticamente sotto di esso le autorità locali (la "credenza dei communisti") si riunivano per le decisioni riguardanti la comunità e per amministrare la giustizia.
Attualmente l'albero è completamente cavo e sostenuto da "stampelle" di metallo, ma ancora verde e rigoglioso.
L'Olmo di Mergozzo è annoverato tra gli "alberi monumentali" del Piemonte.

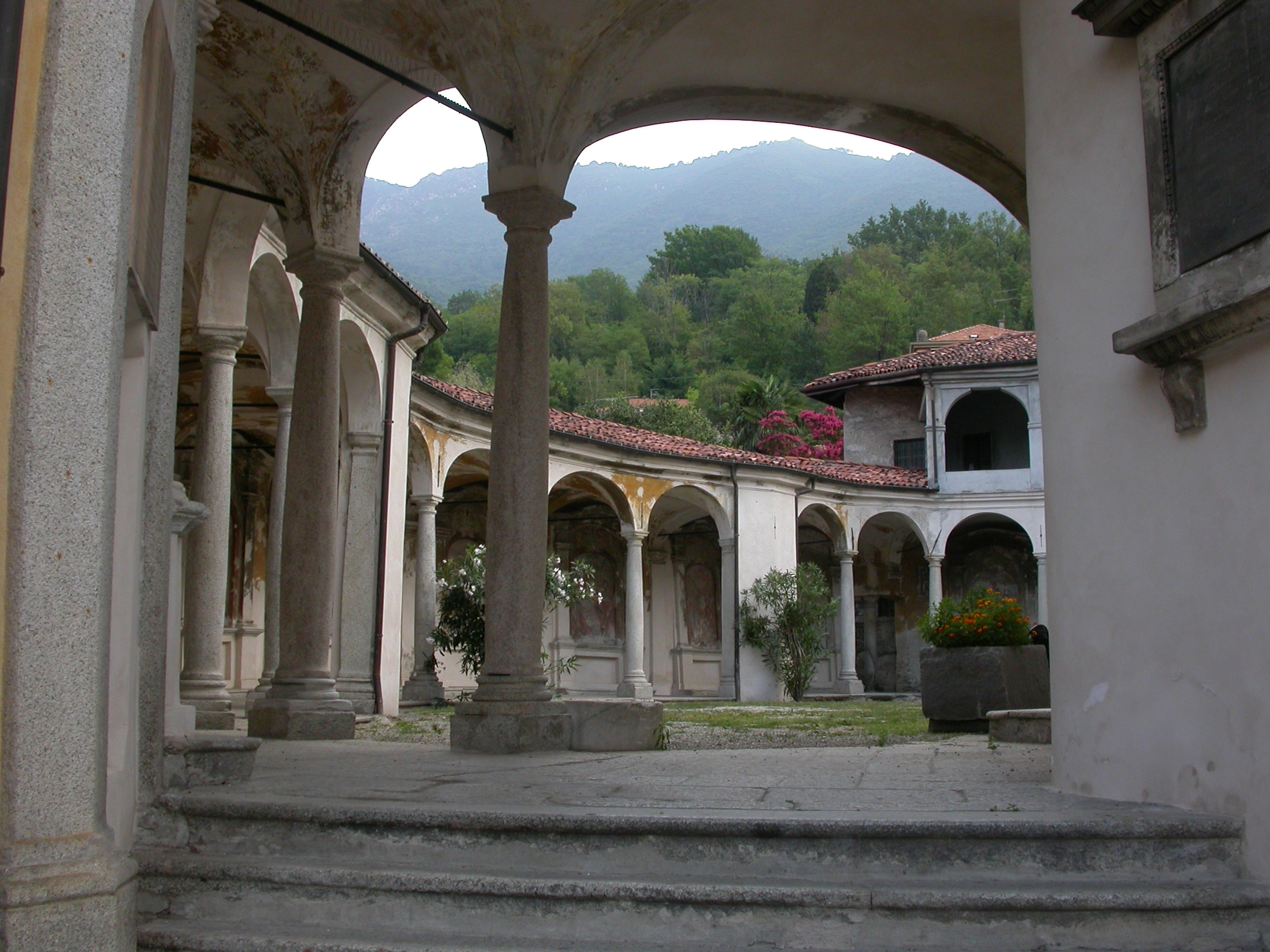
Il porticato delle cappelle

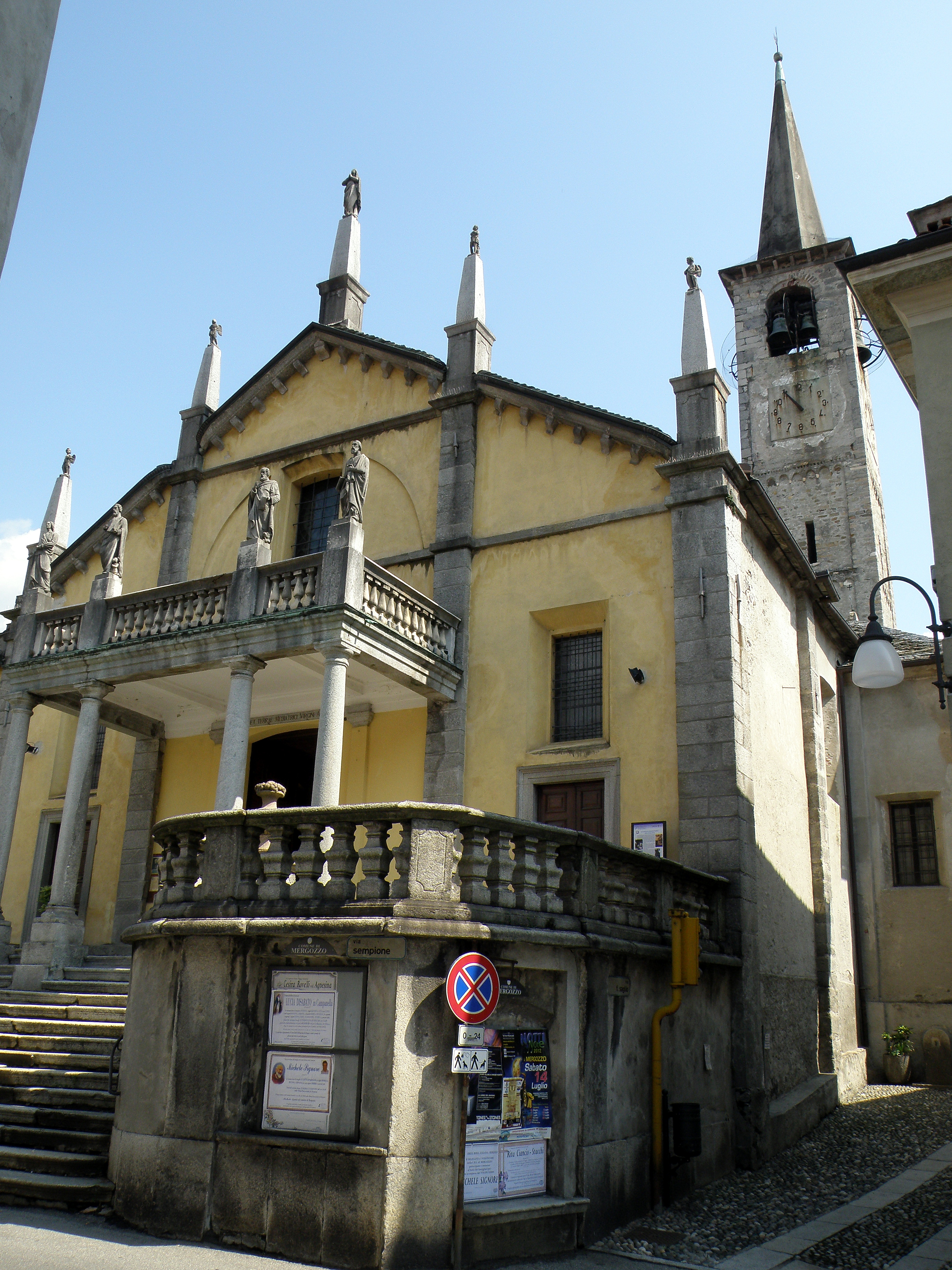
La chiesa della Beata Vergine Assunta

La parrocchiale della Beata Vergine Assunta e il porticato delle cappelleLa chiesa parrocchiale fu inaugurata nel 1610, sorge sulle basi della preesistente pieve romanica. Il rifacimento è durato dal 1603 al 1610. Di epoca successiva sono il pronao e la ripida scalinata.
Il porticato delle cappelle si trova al fianco della chiesa parrocchiale.

Inizialmente la zona racchiusa dal porticato era un cimitero, in seguito al suo trasferimento nella sede attuale, nel 1759 furono realizzate a ridosso del muro perimetrale tredici cappelle della "Via Crucis", affrescate dal pittore Giovanni Battista Ronchelli. Solo in seguito venne costruito il porticato.
Fra il 2002 e il 2005 sono stati svolti dei lavori di restauro per riportare alla luce i colori originali degli affreschi.
La chiesa di Santa MartaLa chiesa romanica risale al XII secolo. Originariamente era dedicata ai Santi Quirico e Giulitta, fu assegnata alla Confraternita di Santa Marta dal vescovo di Novara nel 1603. Conserva lo stile romanico orientato ed un affresco rappresentante Santa Marta con i confratelli inginocchiati posto sopra la porta principale, posizionata sul lato della chiesa. Santa Marta è patrona del rione di "Riva".

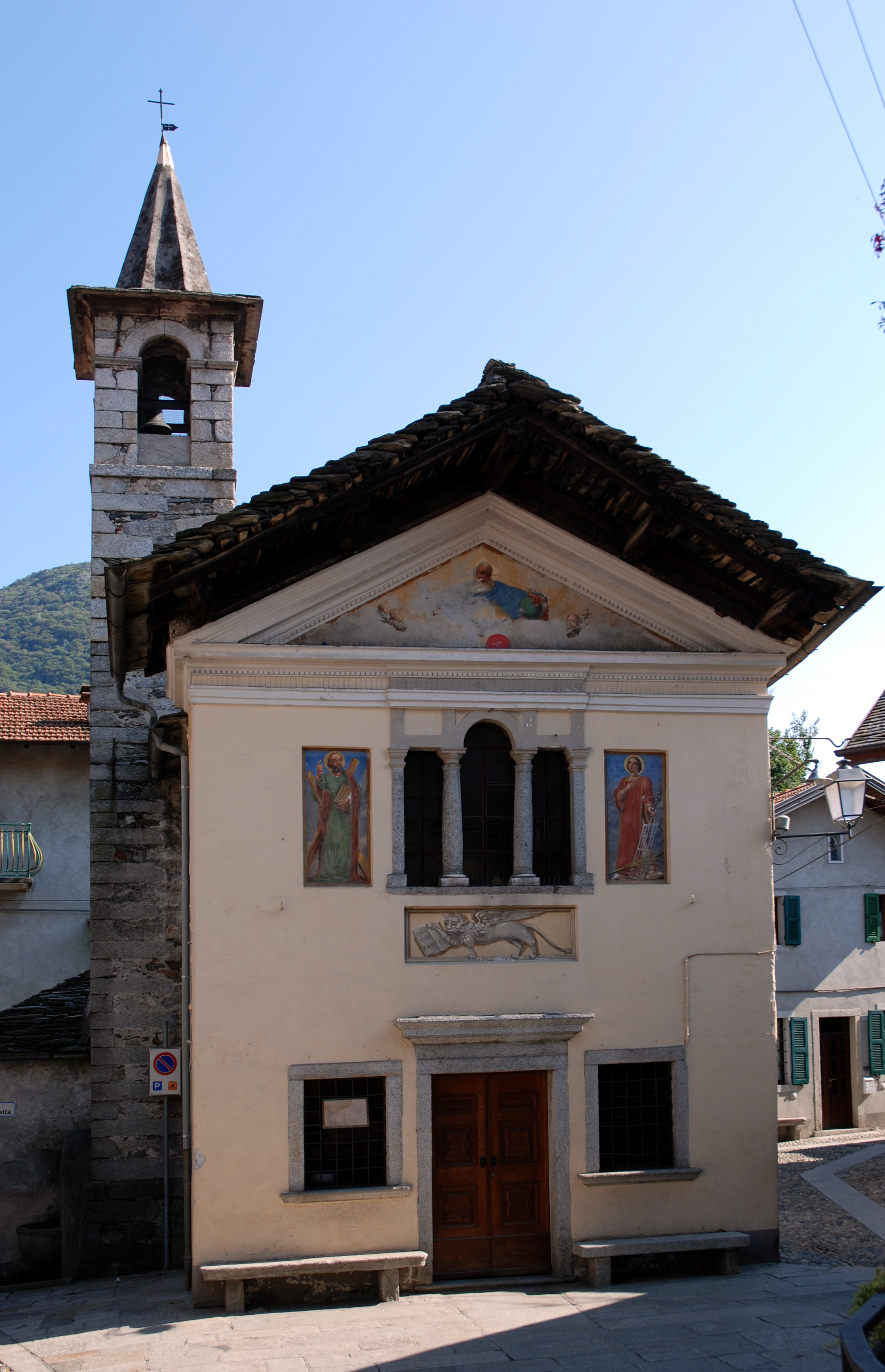
La chiesa di Santa Elisabetta

L'oratorio di Santa ElisabettaLa piccola chiesetta si trova nel centro storico del paese. È dedicata ala Visitazione della Vergine a Santa Elisabetta. Eretta attorno al 1623, sorge sulle fondamenta di una preesistente cappella. Santa Elisabetta è patrona del rione "al Sasso".
La Ca' d'la NormaUn importante complesso megalitico situato in località Groppole, è costituita da un grosso masso di serizzo con delle scanalature e due coppelle, sotto il quale è presente un'aula delimitata da muri in pietra. Viene fatta risalire all'età del tardo Neolitico, ma la datazione è incerta poiché non sono stati ritrovati reperti che potessero essere utilizzati per effettuare una datazione precisa.

## Società

### Evoluzione demografica
Abitanti censiti

## Cultura

### Istruzione

#### Musei
A Mergozzo sono presenti due musei:
- Il Museo civico archeologico, che presenta tutti gli aspetti dei popoli antichi che abitavano l'Ossola
- L'Ecomuseo del granito di Montorfano[12], dedicato alla primaria forma di economia locale: la lavorazione e l'estrazione della pietra granitica

### Cucina
La Fugascina (Focaccia) è il dolce tipico di Mergozzo. Era tipicamente preparata ed offerta durante la festa di Santa Elisabetta del rione Sasso.

## Geografia antropica

### Frazioni e località

#### Bracchio

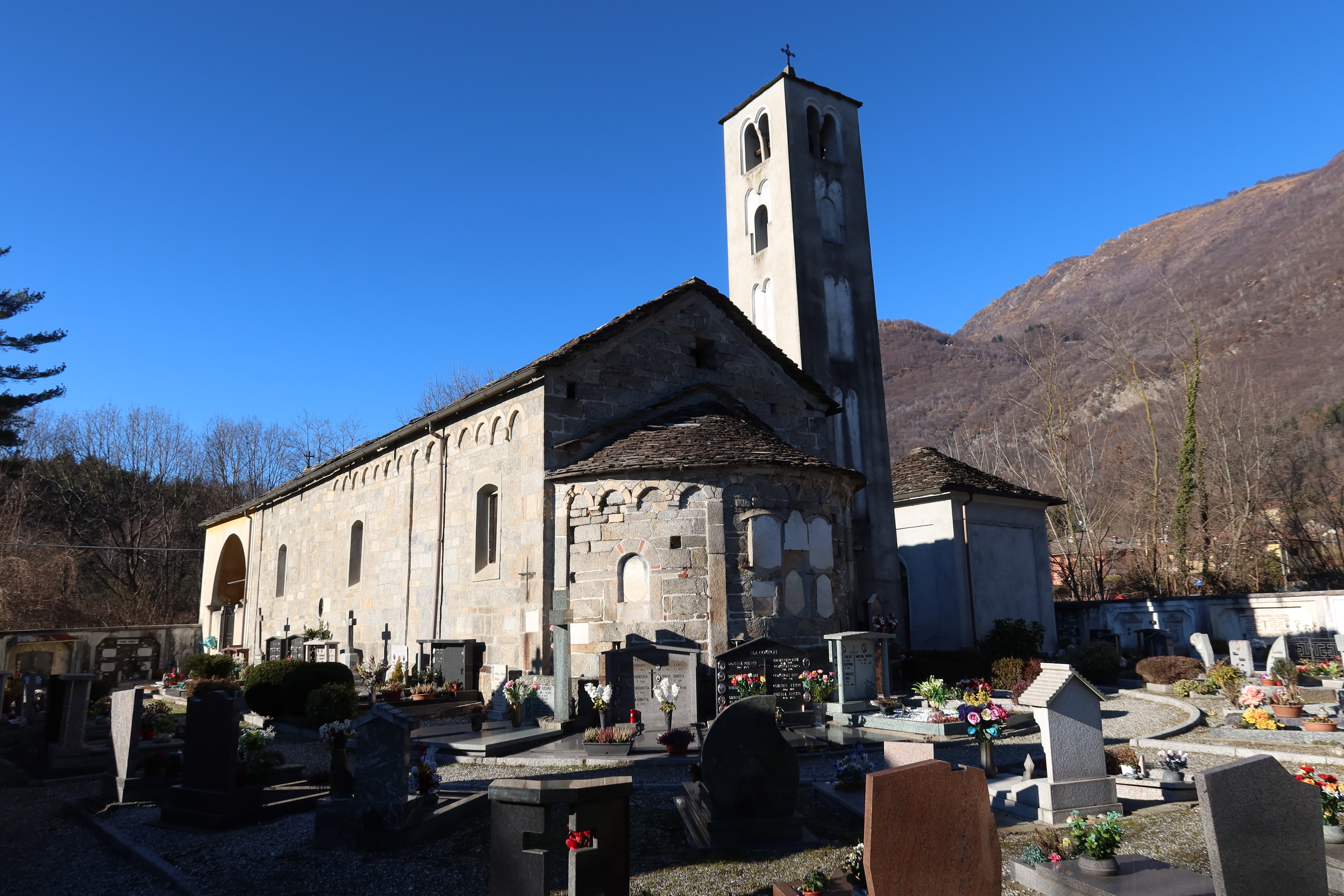
Chiesa di Santa Maria a Bracchio.

Bracchio (probabilmente dal tardo latino "brachius" = braccio) si trova in posizione sopraelevata rispetto all'abitato del capoluogo mergozzese da cui si accede attraverso via Bracchio e via ai Mulini. Il nucleo principale dell'abitato è adagiato sulle pendici del Monte Faié di cui rappresenta la porta per il principale sentiero (la mulattiera) che conduce all'Alpe Vercio. Il paese è caratterizzato da un tessuto urbanistico tipicamente medievale, strade strette dalla tipica pavimentazione con sassi detti burel. La chiesa principale è quella San Carlo (XV secolo), patrono di Bracchio, ma interessanti sono anche la chiesa romanica di Santa Maria al Cimitero e la Madonna delle Grazie all'Alpe Vercio.

#### Candoglia
È il primo paese che si incontra proseguendo da Mergozzo in direzione Domodossola. Candoglia (Canduja in dialetto ossolano) è un piccolo agglomerato di case stretto tra la montagna e il fiume. In questa frazione si trova la cava di marmo donata dagli Sforza alla Veneranda fabbrica del Duomo come benevolenza cittadina; il Duomo di Milano fu infatti costruito con il marmo rosa di Candoglia. Ancora oggi le cave sono di proprietà della Fabbrica che le utilizza per i continui restauri e rifacimenti necessari al Duomo. Il nucleo antico del paese si trova infatti tutt'attorno alle strutture di servizio delle cave, da dove parte la strada che risale la montagna.
A Candoglia sono presenti due chiese: San Graziano, patrono di Candoglia, ora inglobata tra le case più recenti del paese, risalente al XII secolo, e Sant'Andrea, tuttora immersa tra i boschi non lontano dall'abitato.

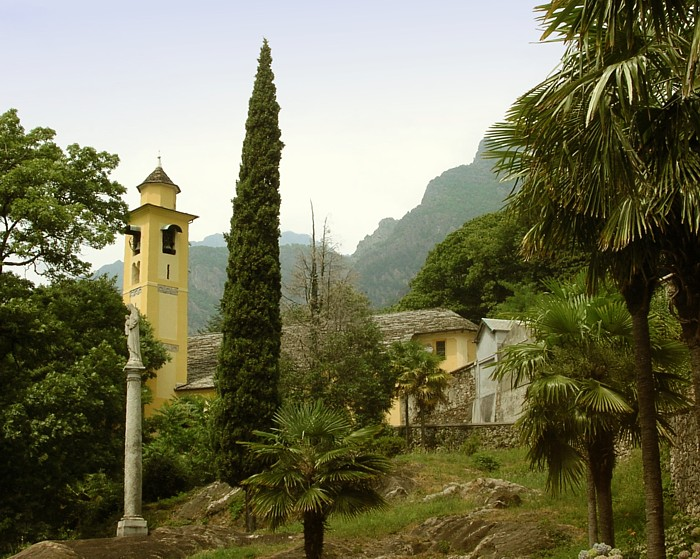
La chiesa dell'Annunciazione a Maria Vergine

#### Albo
Subito dopo Candoglia si raggiunge Albo, anch'esso strettamente legato alle cave del Duomo di Milano.
In Albo si trovano la chiesa dell'Annunciazione di Maria (1577), posta in posizione elevata sopra la strada provinciale, e la chiesa di San Rocco, patrono di Albo, al centro dell'abitato.

#### Bettola
Frazione tra Nibbio e Albo sulla strada per la Val d'Ossola, compresa all'interno del territorio del Parco nazionale della Val Grande.
Bettola è un piccolo paese pedemontano incastonato fra il verde delle montagne ed il fiume Toce che con le sue acque ne lambisce le campagne. Al centro di uno sparuto agglomerato di case, al fondo di un vicolo, si trova quello che un tempo era un luogo presso il quale i lavoratori delle vigne si incontravano per produrre il “nettare degli dei”, ricavandolo dalla spremitura del dolce frutto. Il torchio di Bettola è tra gli esemplari più antichi presenti sul territorio ossolano, testimonianza dell'antica diffusione della coltivazione della vite nelle campagne. La sua costruzione è opera di artigiani assai abili chiamati picasass; il basamento è stato realizzato con pietra locale ed è alto fino a 20 cm con incisi canali di raccolta che indirizzavano il mosto in un recipiente sottostante anch'esso di pietra. Tutt'oggi è possibile visitarlo esclusivamente dall'esterno, in attesa che venga restaurato e recuperata l'intera struttura.

#### Nibbio
Poco dopo Bettola si incontra Nibbio, piccolo paese posto contro le ripidissime ed impressionanti pendici delle montagne chiamate i Corni di Nibbio, aspre vette montuose che superano i 2000 metri.
All'inizio del paese vi è la piccola chiesa di San Pietro, patrono della frazione.

#### Montorfano

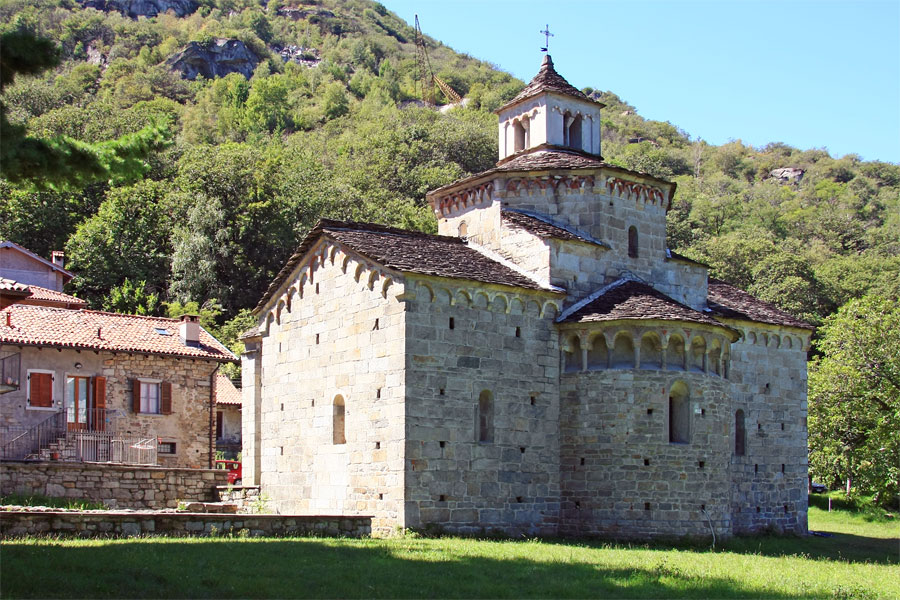
La chiesa di San Giovanni Battista

Montorfano è un piccolo villaggio situato tra i boschi sul monte omonimo che domina il lago di Mergozzo.
Il granito bianco locale è celebre: con questo materiale vennero realizzate nel 1506 le colonne del porticato del Lazzaretto di Milano e nel 1830 le colonne di San Paolo fuori le Mura a Roma.
La chiesa di San Giovanni Battista (XII secolo), in blocchi di granito con copertura a beole, ha pianta a croce latina, con tiburio ottagonale ornato da archetti pensili. Nella chiesa è presente una pala di altare, opera di Luigi Reali, pittore fiorentino del XVII secolo operante nella zona, che raffigura la Madonna del Carmine tra i SS. Giovanni Evangelista e Rocco.
Scavi archeologici, condotti sotto il controllo della Soprintendenza per i Beni archeologici del Piemonte, hanno messo in luce interessanti strutture precedenti all'edificio attuale. Nell'area si sono succedute tre fasi: una paleocristiana, una carolingia e l'attuale di età romanica. All'interno della chiesa si possono ammirare i resti del fonte battesimale paleocristiano, mentre di fianco all'esterno troviamo i resti della basilica a tre absidi di età altomedievale.
Nel giugno 1889, a fronte del rifiuto del prevosto di Mergozzo di salire al villaggio per celebrare la festa di San Giovanni, patrono degli scalpellini, gli abitanti si rivolsero al pastore della chiesa evangelica di Intra. In seguito a questi fatti circa 70 famiglie si convertirono e venne costruita una chiesa protestante, in stile neoromanico, attualmente utilizzata come Centro Comunitario.

#### Prato Michelaccio
Piccola frazione collocata tra il fiume Toce e le pendici del Montorfano, da cui inizia la strada militare che conduce alla sommità della montagna, facente parte del complesso militare della Linea Cadorna.

#### Campone
Territorio di Mergozzo singolarmente situato al di là del corso del fiume Toce.

È collocato tra i comuni di Gravellona Toce e Ornavasso.

## Il ventoMergozzo
Dal nome del paese di Mergozzo è derivato il nome del vento che proviene dalla valle del Toce e che spira prevalentemente nelle ore notturne. Quest'ultimo è, inoltre, un vento caldo. Il Mergozzo soffia non solo sul comune da cui proviene il suo nome, ma anche nelle vicinanze al paesino in questione. Soffia, quindi verso sud.

## Sport

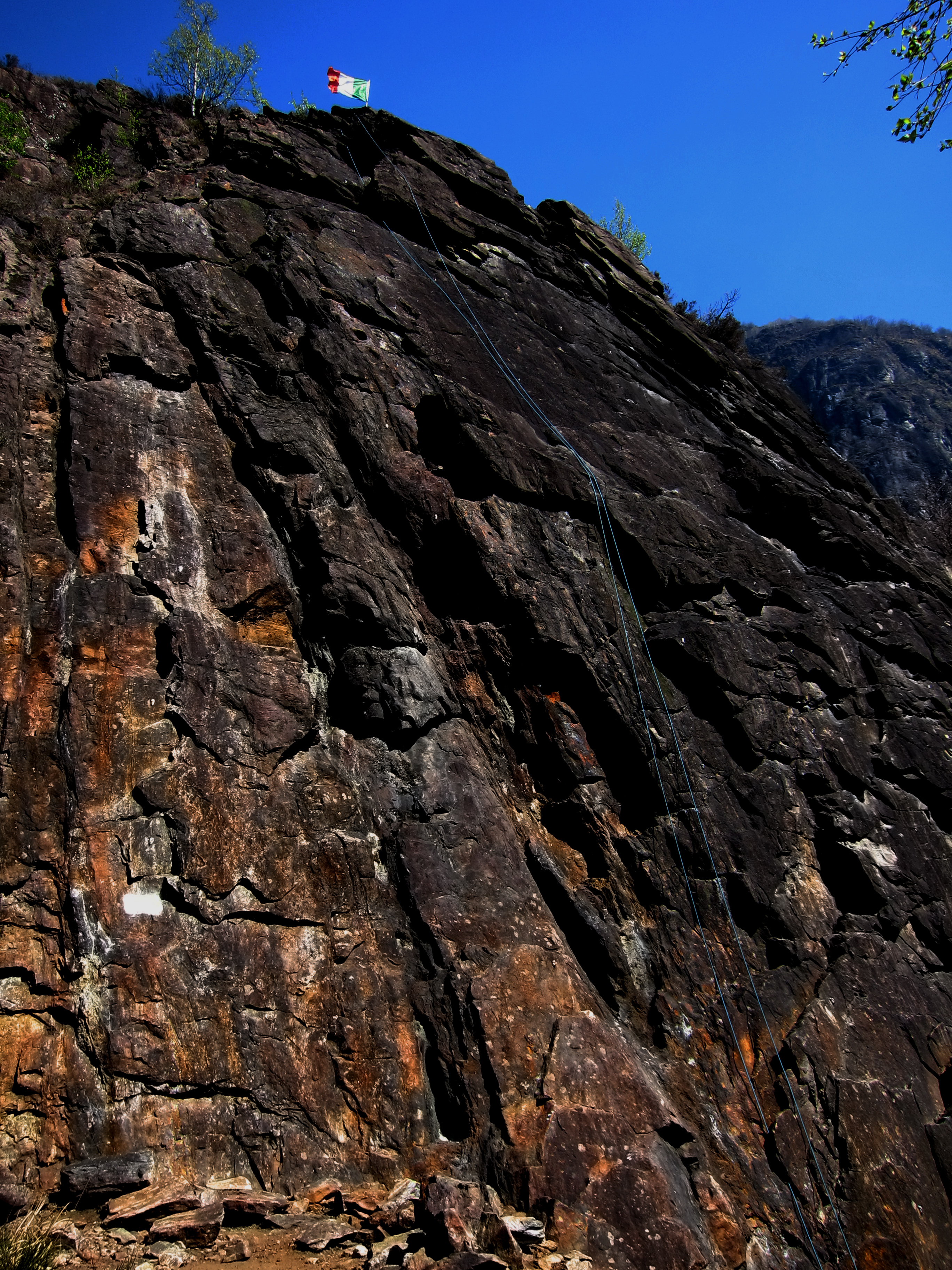
Falesia La Panoramica di Nibbio

### Calcio
La squadra di calcio è l'A.C.D. Mergozzese che milita nel girone A piemontese e valdostano di 1ª Categoria vinto nello scontro finale dei playoff nella stagione 2017-2018. Le partite casalinghe si disputano nel campo comunale “Pierluigi Gini”.

### Canoa
In una villa posta sotto la frazione di Bracchio, munita di un vasto parco colmo di piante esotiche, ha sede la scuola elementare.
Nel plesso della scuola si trova la sede del Mergozzo Canoa Club, società sportiva di canoa protagonista di importanti competizioni.

### Arrampicata
Nella frazione di Nibbio di Mergozzo si trova una falesia, denominata La Panoramica che viene frequentata dai praticanti dell'arrampicata sportiva e di alpinismo. La falesia presenta una roccia gneiss, attrezzata con chiodi e soste, si sviluppa in diversi settori con tiri dai 20 ai 40 metri di altezza, con gradi che vanno dal 4a- al 7a.

## Amministrazione

### Sindaci eletti direttamente (dal 1995)
| Periodo        | Periodo        | Primo cittadino | Partito              | Carica  | Note                                                                             |
| -------------- | -------------- | --------------- | -------------------- | ------- | -------------------------------------------------------------------------------- |
| 24 aprile 1995 | 14 giugno 1999 | Luciano Piralla | Cen-Sin (Ls.Civiche) | Sindaco | Eletto con il 55,60% dei voti, affluenza dell'82,46%                             |
| 14 giugno 1999 | 14 giugno 2004 | Cesare Morelli  | Lista Civica         | Sindaco | Eletto con il 57,74% dei voti, affluenza dell'81,97%                             |
| 14 giugno 2004 | 8 giugno 2009  | Luciano Piralla | Lista Civica         | Sindaco | Eletto con il 50,04% dei voti (un solo voto di differenza), affluenza del 77,17% |
| 8 giugno 2009  | 26 maggio 2014 | Paolo Tognetti  | Lista Civica         | Sindaco | Eletto con il 55,79% dei voti, affluenza del 78,15%                              |
| 26 maggio 2014 | 27 maggio 2019 | Paolo Tognetti  | Lista Civica         | Sindaco | Eletto con l'82,04% dei voti, affluenza del 69,99%                               |
| 27 maggio 2019 | In carica      | Paolo Tognetti  | Lista Civica         | Sindaco | Eletto con il 62,95% dei voti, affluenza del 69,14%                              |

Fa parte dell'unione montana di comuni Valgrande e del Lago di Mergozzo.
Sede Comunale
La Casa Comunale si trova in Via Pallanza n.2, affacciata sul bellissima Lago.
Il paese è dotato di Polizia Locale, il servizio viene svolto da 2 Unità.

## Galleria d'immagini

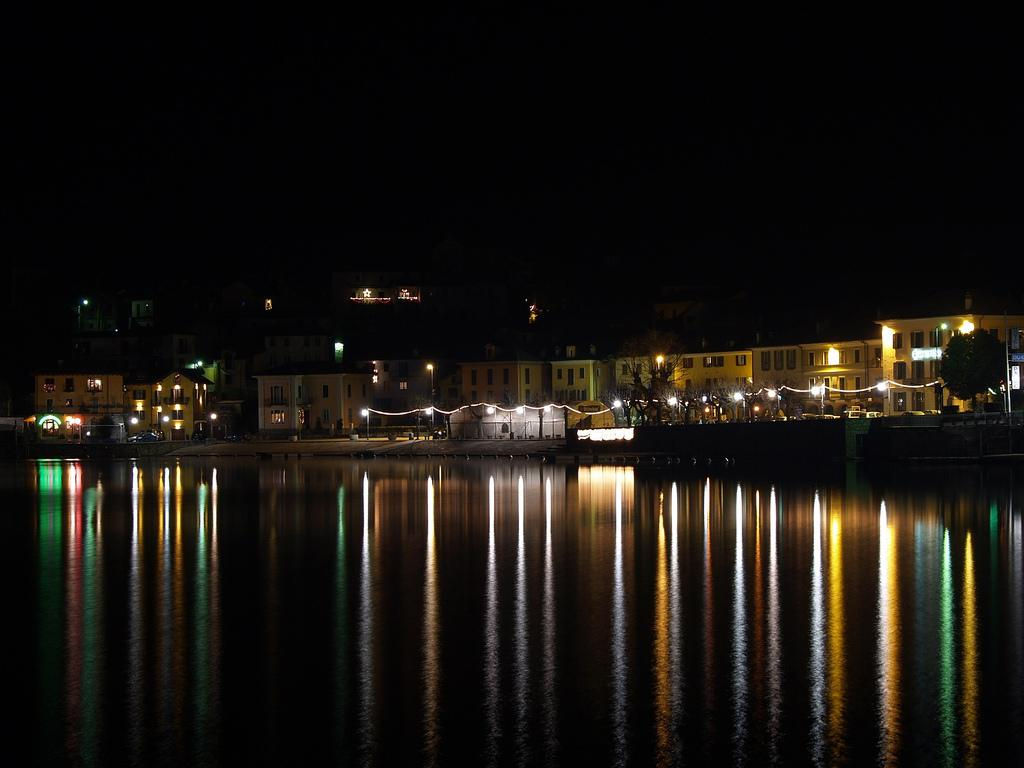
Mergozzo notturna
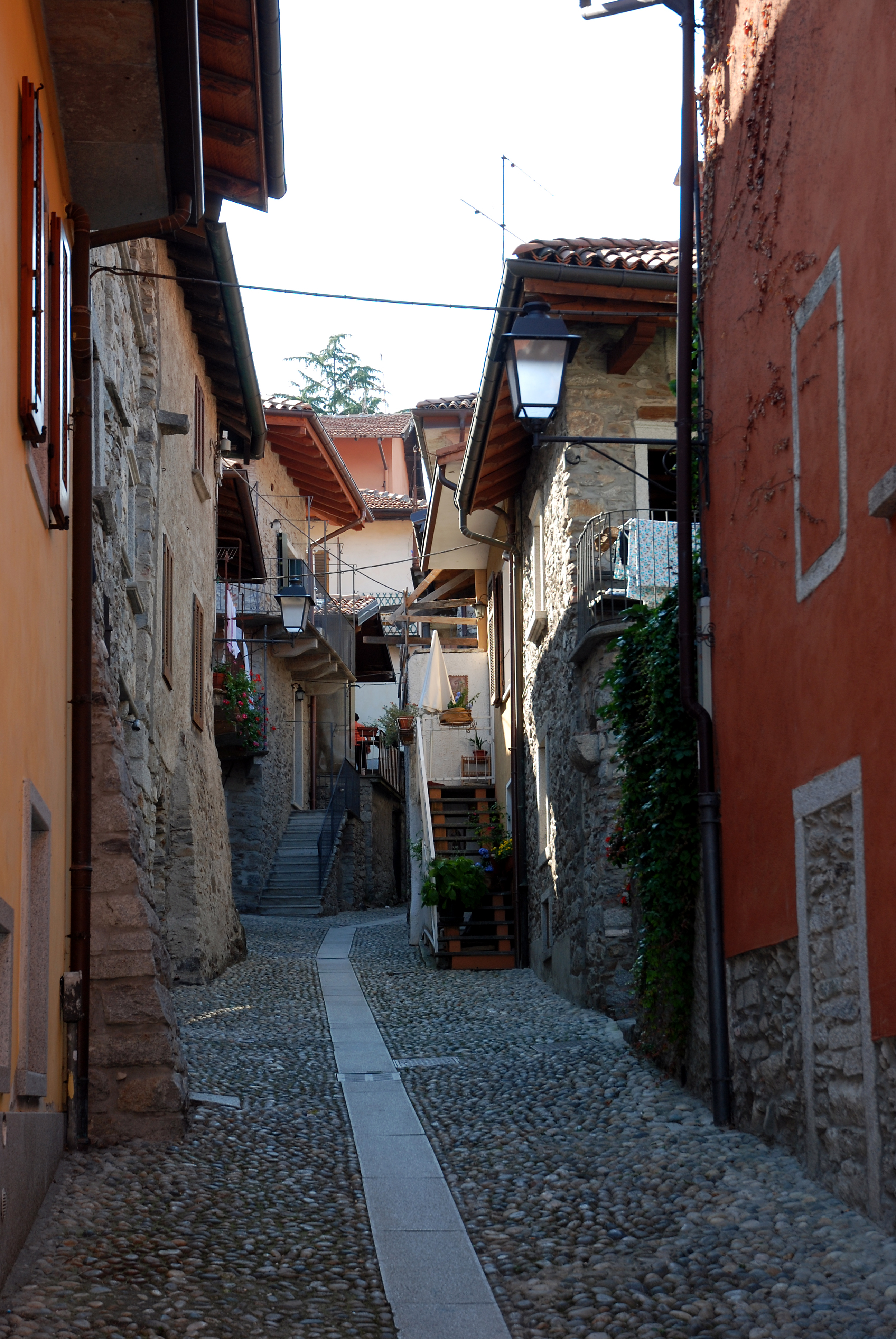
Vicoli del paese
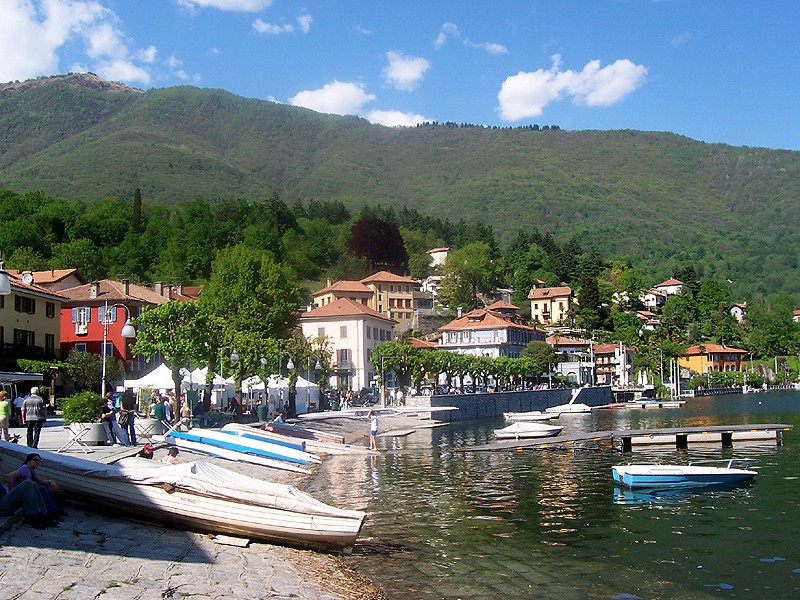
Il lungolago
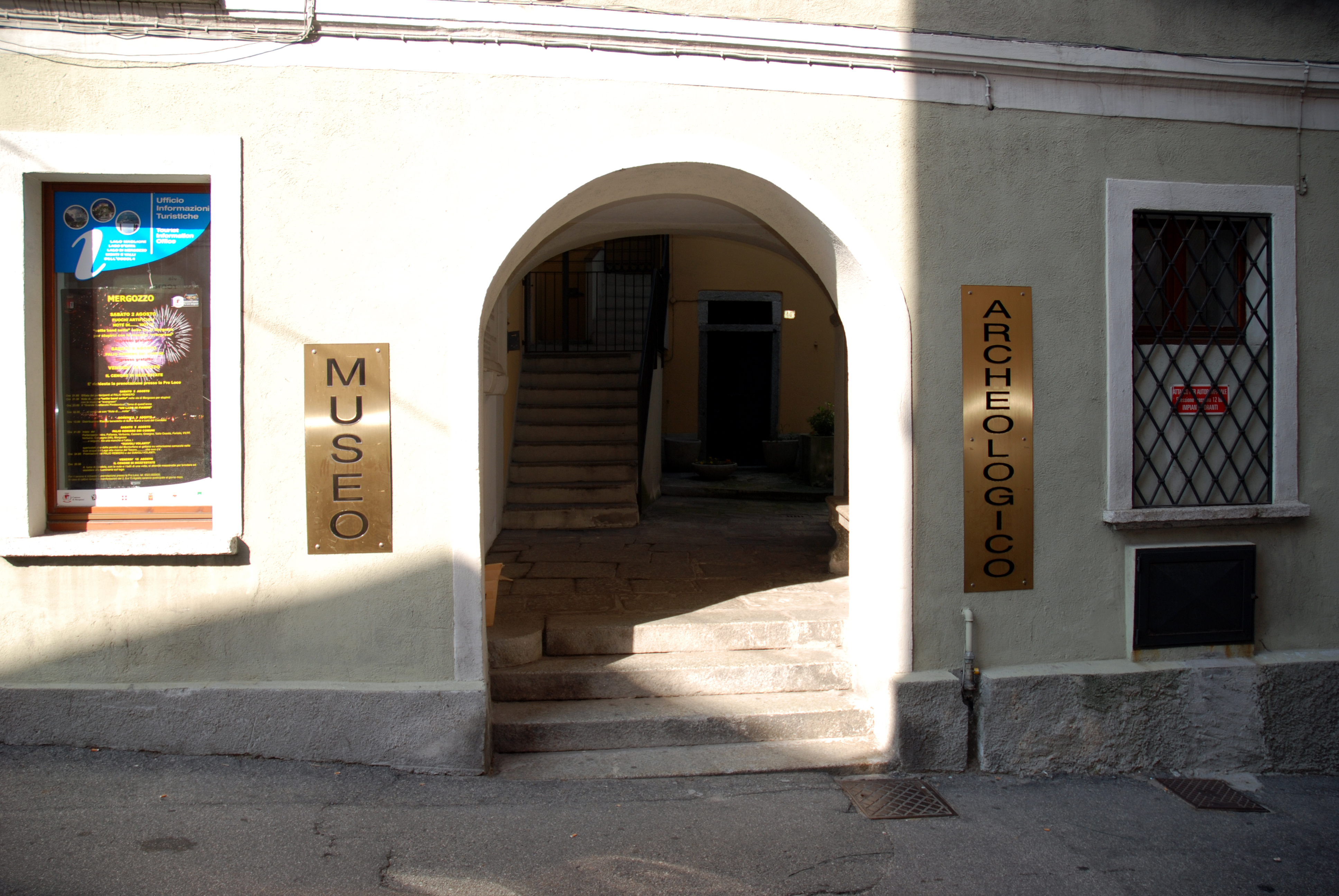
Il museo archeologico
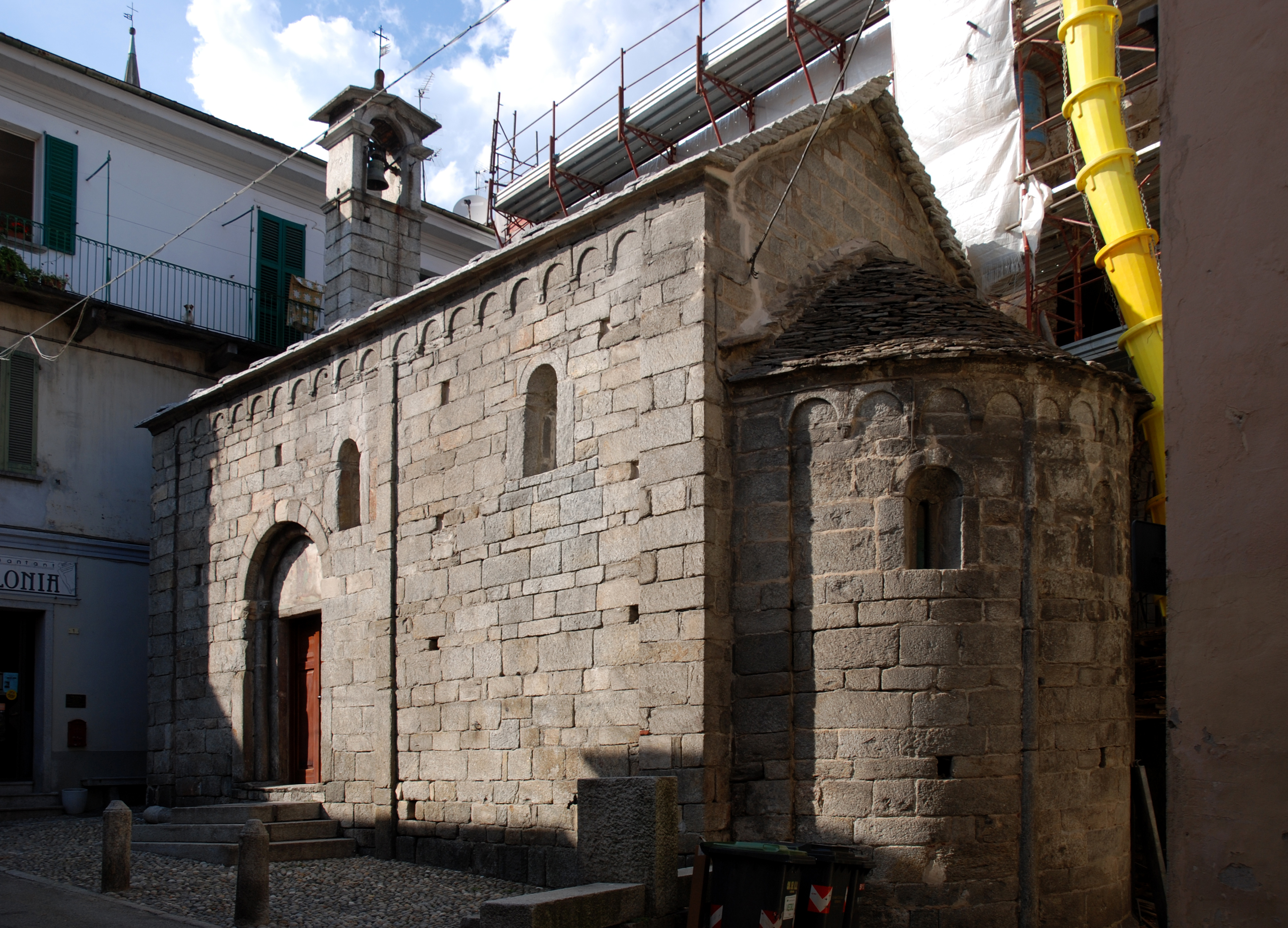
La chiesa di Santa Marta
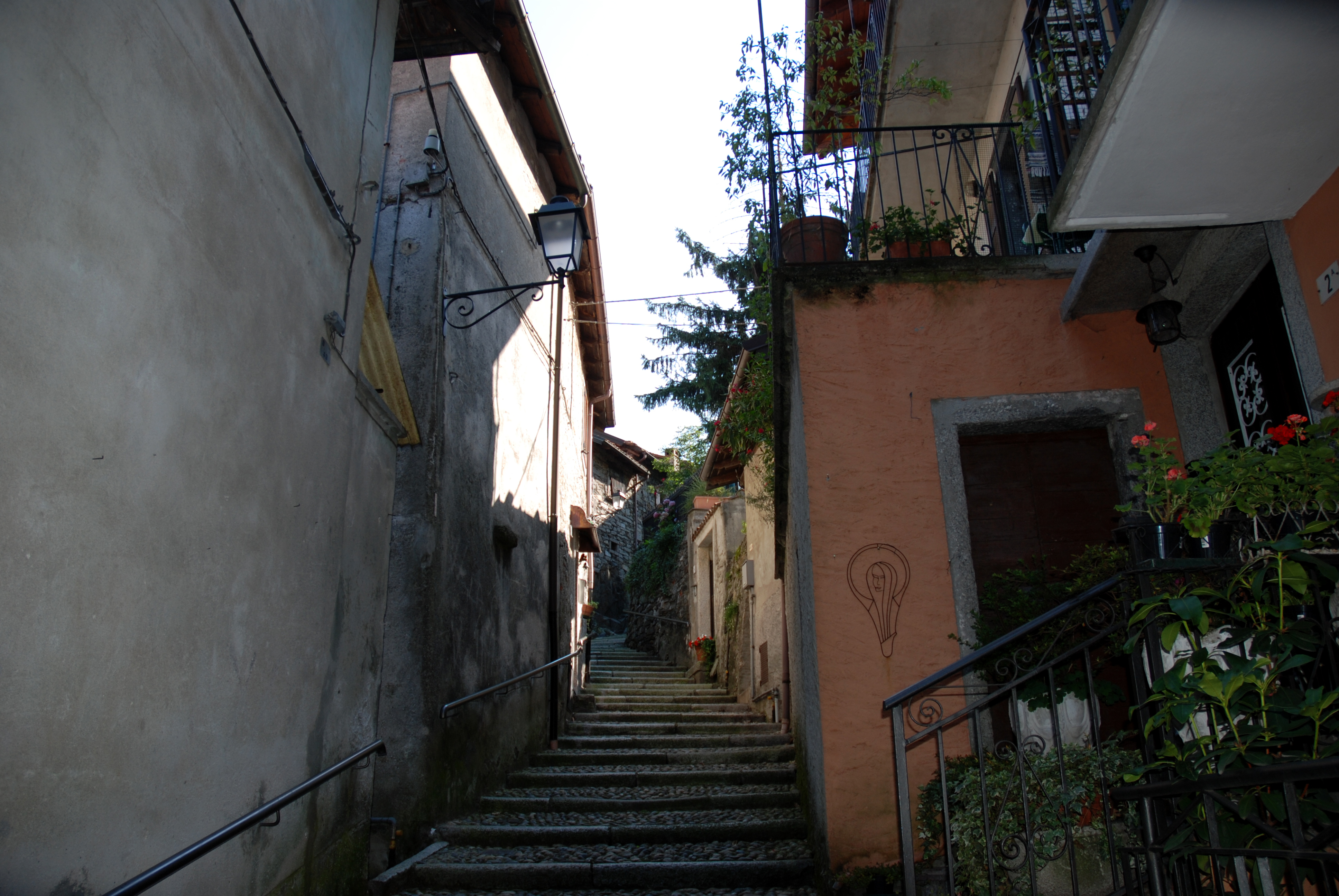
La scalinata della "Scàrpia"
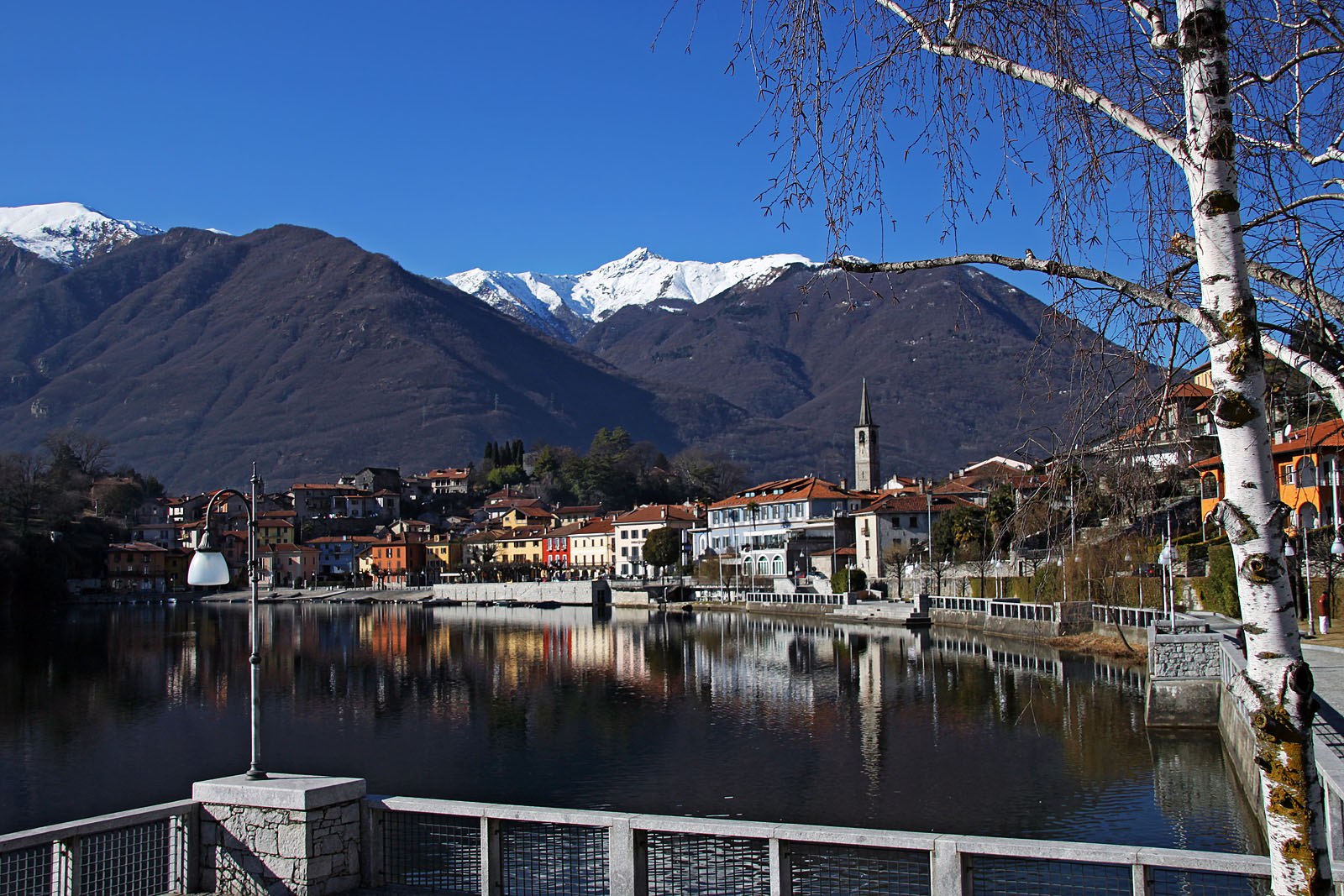
Veduta